# Vigelsø
Vigelsø er en lille ubeboet ø i den nordfynske Odense Fjord. Med et areal på 132 ha, er det den største ø i fjorden og yngleplads for mange ande- og vadefugle Den er en del af Natura 2000-område nr. 110 Odense Fjord og er både fuglebeskyttelsesområde (H94) (F75) og habitatområde (H94); den er samtidig en del af vildtreservatet Odense Fjord. Der er adgangsforbud på sydøen hele året, og forbud mod jagt på vandfugle på hele øen.

## Historie
Arkæologiske fund dokumenterer fra de ældste tider. Oprindelig var øen en 66-hektar moræneø adskilt fra de mindre øer Store- og Lille Ægholm mod syd, af et lavvandet område. I 1873 blev dette inddæmmet og afvandet, og øens areal nærmest fordoblet
I 1990 købte Miljøministeriet øen for at gennemføre naturgenopretning og skovtilplantning

## Vigelsø i dag
Vigelsø er en lav ø, hvis højeste punkt, Østerhoved, kun når 6 meter over havet. Der er et skovområde på 25 ha på den nordlige del af øen mens den sydlige del mest består af strandenge.
Der er en 2.5 km vandrerute i skoven, mens den sydlige del er lukket for offentligheden, for at beskytte fuglelivet, der dog kan iagttages fra et opsat fugletårn. Øen kan besøges med båd fra Klintebjerg på vestsiden af fjorden. Der er en primitiv lejrplads på øen.